# Infinity Nikki
Infinity Nikki (tiếng Trung: 无限暖暖; Hán-Việt: Vô Hạn Noãn Noãn; bính âm: Wú Xiàn Nuǎn Nuǎn) là một trò chơi phiêu lưu hành động miễn phí có yếu tố hóa trang do Papergames (hay còn gọi là Infold Games) phát triển và phát hành cho Android, iOS, PlayStation 5 và Microsoft Windows vào ngày 5 tháng 12 năm 2024. Đây là phần thứ năm trong loạt trò chơi Nikki và là phần tiếp theo của Nữ Thần Thời Trang. Trò chơi có tính năng khám phá thế giới mở, chơi theo nền tảng và giải đố.
Các phần loạt game Nikki's Story:
- Phần 1: A dressing story: Cuộc sống thường nhật của Nikki tại Trái Đất.
- Phần 2: World travelled: Chuyến du lịch vòng quanh Trái Đất của Nikki.
- Phần 3: Ngôi Sao Thời Trang: Nikki xuyên không tới Lục Địa Ảo Ảnh với nhiệm vụ thay đổi vận mệnh của thế giới.
- Phần 4: Nữ Thần Thời Trang: Sau khi nhiệm vụ thất bại, Nikki trở về quá khứ, làm lại từ đầu.
- Phần 5: Infinity Nikki: Nikki và Mumu (Momo) dấn thân vào một cuộc phiêu lưu mới, thu thập trang phục, giải đố và khám phá những khu vực bí mật trong Lục Địa, với mong muốn chạm tay vào "trang phục huyền thoại đã cứu cả thế giới".

Cốt truyện trong trò chơi được chia thành từng chặng. Lấy bối cảnh thế giới Miraland, người chơi sẽ đồng hành cùng Nikki và người bạn mèo mang tên Momo của cô, trong hành trình giải cứu một vị thần huyền bí của những điều ước, chạm trán với nhiều sinh vật khác nhau và du hành khắp các vương quốc giả tưởng với nhiều phong tục và nền văn hóa khác nhau.

## Cốt truyện
Trong lúc đang tìm kiếm một chiếc váy dạ hội cho buổi khiêu vũ, Nikki bất ngờ phát hiện một bộ trang phục kỳ lạ bị cất giấu trên gác mái. Và ngay khi khoác lên người bộ đồ bí ẩn ấy, cô - cùng chú mèo cưng tên là “Momo” - đã bị cuốn vào một thế giới đầy màu sắc và kỳ diệu: lục địa mang tên “Miraland”.
Tại nơi đây, thế giới được vận hành bằng một nguồn năng lượng mang tên “Sức tưởng tượng kỳ ảo” - thứ sức mạnh tồn tại trong muôn vàn bộ trang phục. Những ai có khả năng khai thác và sử dụng phép thuật từ quần áo được gọi là stylist - những pháp sư thời trang thực thụ.
Trên hành trình này, Nikki đã gặp “Thần Thế Giới - Ena”, người đã nhờ cô giúp đỡ tìm lại một bộ trang phục huyền thoại - bộ “Kỳ Tích Y Phục” - được cho là sở hữu sức mạnh cứu rỗi cả thế giới.
Chấp nhận lời thỉnh cầu ấy, Nikki quyết tâm trở thành một Nhà phối đồ thực thụ, bắt đầu chuyến phiêu lưu để tìm kiếm bộ trang phục huyền thoại và khám phá những bí mật đang ẩn giấu phía sau thế giới lộng lẫy này...

## Cách chơi
Là một tựa game thời trang, Infinity Nikki đưa yếu tố “thay đồ” lên tầm nghệ thuật, khi mỗi bộ trang phục không chỉ đẹp mà còn ẩn chứa sức mạnh kỳ diệu. Những “bộ kỹ năng” này bao gồm đầy đủ từ kiểu tóc, áo, váy hoặc quần, tất cho đến phụ kiện - mỗi bộ đều mang trong mình một năng lực độc đáo, mở ra những trải nghiệm khám phá chưa từng có. Khi người chơi kích hoạt kỹ năng, Nikki sẽ lập tức hóa thân trong bộ đồ tương ứng, sẵn sàng chinh phục mọi thử thách. Infinity Nikki có tính năng "Stylist Duels" (Đấu phong cách), nơi người chơi lựa chọn trang phục dựa trên các thuộc tính như Ngọt ngào, Tươi tắn, Thanh lịch, Gợi cảm và Ngầu để thi đấu với đối thủ. Trang phục đặc biệt còn giúp người chơi lướt hoặc thu nhỏ để tiếp cận những khu vực không thể tiếp cận được. Ngoài ra còn có những trang phục có khả năng khác mà người chơi có thể mặc để kích hoạt các kỹ năng như chải chuốt, câu cá và bắt côn trùng.  Trò chơi này sử dụng các yếu tố gacha, cho phép người chơi thu thập các món đồ thời trang và phụ kiện thông qua tiền tệ trong trò chơi hoặc giao dịch vi mô (microtransaction). Hệ thống gacha bao gồm một cơ chế "pity" (hay còn được gọi là bảo hiểm), đảm bảo người chơi sẽ nhận được một vật phẩm 5 sao sau một số lượt quay nhất định.
Hệ thống chiến đấu trong trò chơi sử dụng phong cách tối giản tối đa - với những đòn tấn công tầm xa, những cú nhảy né chính xác - để nhường chỗ cho các yếu tố khác tỏa sáng. Chẳng hạn như chế độ chụp ảnh nghệ thuật, nơi bạn có thể dừng lại ở bất kỳ khung cảnh nào, điều chỉnh tư thế, bộ lọc, ánh sáng, hiệu ứng xóa phông… để tạo nên kiệt tác. Thế giới trong game cũng phản hồi lại từng bức ảnh - từ NPC, đồ vật đến môi trường đều có thể tương tác, mang đến cảm giác sống động và chân thực.
Kể từ bản cập nhật 1.5, Infinity Nikki cho phép chơi hợp tác với hai người.

## Sự phát triển
Infinity Nikki được phát triển bởi công ty Papergames của Trung Quốc bằng cách sử dụng Unreal Engine 5 và Enlighten của Silicon Studio, tập trung vào hình ảnh chi tiết, bao gồm kết cấu vải và thiết kế môi trường. Tổng giám đốc điều hành của Papergames, ông Đào Nhuận Hạo cũng cho biết đội ngũ phát triển bao gồm hơn 1.000 thành viên và quá trình phát triển đã kéo dài suốt 5 năm. Ngoài ra, trò chơi còn có sự tham gia của những tên tuổi đình đám như: Kentaro Tominaga, cựu giám đốc của The Legend of Zelda: Breath of the Wild, cũng được cho là đã tham gia vào quá trình phát triển trò chơi từ Kyoto, trong khi Brent Homman - cựu đạo diễn hoạt hình tại Disney - phụ trách thiết kế nhân vật.
Ngay sau khi ra mắt, trang web chính thức đã bị tin tặc hack, hiển thị các thông điệp quảng cáo Genshin Impact và xúi giục các hành động có hại. Nhưng sau đó vấn đề đã được giải quyết mà không gây ra thiệt hại đáng kể lâu dài cho các bên.
Số lượng người thêm Infinity Nikki vào danh sách mong muốn (wishlist) trên nền tảng Steam đã vượt quá 10.000 tính đến ngày 1 tháng 3 năm 2025, và vượt quá 50.000 tính đến ngày 6 tháng 3 năm 2025.
Vào ngày 19 tháng 2 năm 2025, OST hoàn toàn mới của Infinity Nikki đã chính thức được phát hành trên các nền tảng âm nhạc.
Vào tháng 12 năm 2024, Infinity Nikki đã được đề cử cho giải Trò chơi của năm của IGN.

## Sự đón nhận
Infinity Nikki nhận khá nhiều được đánh giá tích cực từ giới phê bình. Ông Carli Velocci của IGN đã khen ngợi trò chơi vì nội dung phong phú của nó, đồng thời cũng nhận xét rằng, "Thật hiếm khi thấy một loạt trò chơi lại có được bước nhảy vọt lớn như vậy, nhưng Infinity Nikki đã làm được điều đó theo cách riêng một cách đầy duyên dáng". Bà Jessica Orr của Eurogamer cũng nhấn mạnh rằng Infinity Nikki không chỉ là một trò chơi khác lấy cảm hứng từ Genshin Impact mà còn vượt trội hơn ở nhiều khía cạnh, tuyên bố rằng nó "có thể sẽ thay thế Genshin Impact trở thành tiêu chuẩn mới để so sánh cho các game gacha thế giới mở trong tương lai".  Bà cũng cho rằng trò chơi có tiềm năng làm thay đổi cục diện ngành trò chơi gacha giống như Genshin Impact đã từng làm vào năm 2020, và giờ đây miHoYo đang phải đối mặt với một đối thủ thực sự đáng gờm.
Tương tự như vậy, một nhà phê bình từ PC Gamer nhận xét rằng Infinity Nikki có tiềm năng sánh ngang với những cái tên lớn nhất trong thể loại gacha. Ông Nicole Carpenter của Polygon khen ngợi các nhà phát triển đã kết hợp nhuần nhuyễn lối chơi hóa trang và các cuộc thi thời trang từ loạt trò chơi với một thế giới kỳ ảo chứa đầy những bí mật đen tối ẩn giấu. Carpenter cũng nhấn mạnh vào yếu tố thời trang của trò chơi và việc trò chơi không có yếu tố bạo lực, cho rằng đây là sản phẩm hướng đến nhóm khán giả nữ.
Trò chơi đã đạt hơn 10 triệu lượt tải xuống trong bốn ngày sau khi ra mắt và 20 triệu tại thời điểm diễn ra Giải thưởng trò chơi 2024 vào tháng 12.
Trò chơi đã giành được giải thưởng Đột phá của năm do người chơi bình chọn tại lễ trao giải Game Awards năm 2024 của Ultra Console Game.

### Đánh giá trái chiều trong bản cập nhật 1.5
Vào ngày 29 tháng 4 năm 2025, trò chơi đã phát hành bản cập nhật phiên bản 1.5. Cùng lúc đó, trò chơi ra mắt trên Steam và nhận được nhiều đánh giá trái chiều. Việc ra mắt đã bị chỉ trích nặng nề vì tình trạng phát hành của nó, vì người chơi đã gặp phải lỗi và sự cố. Infold / Papergames bị cáo buộc đã kiểm duyệt thuật ngữ “tẩy chay” trong trò chơi và trên các kênh truyền thông xã hội chính thức của cộng đồng, khiến người chơi kêu gọi “tẩy chay” để lách luật hạn chế này. 

## Âm nhạc
Âm nhạc cho Infinity Nikki được thu âm bởi FoldEcho, một phòng thu sản xuất âm nhạc, và có sự tham gia của một nhóm lớn các nhà soạn nhạc. Mỗi bản nhạc nền tương ứng với một địa điểm cụ thể trong trò chơi, chuyển tiếp linh hoạt khi người chơi di chuyển khắp thế giới. Các tác phẩm dành cho dàn nhạc được thu âm với Dàn nhạc Budapest Scoring, kết hợp nhiều loại nhạc cụ, bao gồm đàn dây, sáo, sáo Ireland, guitar và đàn accordion để tăng thêm bầu không khí âm nhạc cho trò chơi.
Nhạc nền cố gắng đưa người chơi vào những môi trường khác nhau bằng cách phát nhạc gợi lên cảm xúc phù hợp cho từng môi trường, chẳng hạn như ở những khu vực sáng sủa và đẹp hơn của trò chơi, nhạc nền sẽ vui tươi hơn.
Nhạc chủ đề chính thức của Infinity Nikki đang được phát hành dần dần, với nhiều album lần lượt ra mắt theo thời gian. Album đầu tiên, Songs of Flowers and Wishes, phát hành vào ngày 24 tháng 1 năm 2025. Các bản phát hành tiếp theo bao gồm Starburst cho năm mới, A Wish Upon a Shooting Star, Stonewoods và Silvergale, và The Promise of the Aurosa and the Dawn. Những bộ sưu tập này bao gồm nhiều tác phẩm khác nhau, từ các bản giao hưởng cho đến các bản nhạc acoustic ấm áp, mỗi bản được thiết kế để bổ sung cho thế giới và chủ đề của trò chơi.
Bài hát chủ đề của Infinity Nikki, "Together Till Infinity" được phát hành vào ngày 14 tháng 11 năm 2024 và được trình bày bởi Jessie J.

## Nhạc nền
Nhạc nền của trò chơi được sáng tác bởi một nhóm nhân sự quốc tế đa dạng bao gồm: Enchao Li, Dafei Chen, Bastien Rousset, Ykov Alexandrov, Nicholas Horsten, Xu Wang, Leonardo Furore, Nổ Nổ, I I, Jason Huang, Seiji Hotta, John Konsolakis, Luke Mombrea, Thiên Khâm, hou, Gai Gai, Chengjun Tang, Tino Dẻo, xiean, Artur Baryshev, Yichen Lin, Kevin Tan, Haihang Yu, Xi Li, Adam Gubman, lbg, Cao Minh, Trương Quan, Tinh Mị, Dong Liu, Lukas Piel, Pierce Constanti, Kristen Chen, Jiaxing Peng, E·KoinuTornado, Qinfeng, Lei Shi, Yuetong Wang, Cầu Cầu Cáo, Hồng Đường, Thái Sâm, Dương Văn Triệu, Trương Gia Minh, Trần Nghĩa.

## Giải thưởng
| Năm  | Giải thưởng           | Đơn vị tổ chức     | Kết quả   |
| ---- | --------------------- | ------------------ | --------- |
| 2025 | Trò chơi của năm 2024 | IGN                | Đề cử     |
| 2025 | Đột phá (Game Awards) | Ultra Console Game | Đoạt giải |